# Stazione di Pantin
La stazione di Pantin (in francese Gare de Pantin) è una stazione ferroviaria situata nel comune di Pantin, nel dipartimento della Senna-Saint-Denis.

## Storia
La stazione fu inaugurata nel 1864 dalla Compagnie des chemins de fer de l'Est.

## Movimenti
La stazione è servita dai treni della Linea RER E e da quelli del Transilien.